# استان جاگانگ
استان جاگانگ یا چاگانگ (به کره‌ای: 자강도) یکی از استان‌های شمالی کشور کره شمالی می‌باشد که در مرز این کشور با چین قرار دارد
جمعیت آن نزدیک به یک و نیم میلیون نفر می‌باشد و مساحت آن نزدیک به بیست هزار کیلومتر مربع است.
مرکز این استان شهر گانگ‌گیه می‌باشد.